# متجه اتجاه

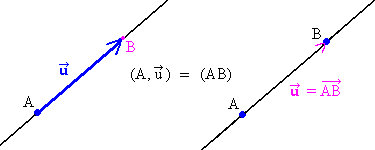

متجه اتجاه المستقيم، أو المتجه الموجه له، هو أي متجه ينتمي طرفاه إلى ذاك المستقيم. يقصد بالطرفين النقطتان المتفاوتتان نقطة ابتدائه ونقطة انتهائه.